# 온리 유 (2015년 영화)
《온리 유》(중국어: 命中注定)는 2015년 공개된 중국의 로맨틱 코미디 영화이다. 1994년 동명 영화의 리메이크 작품이다.

## 출연

### 주연
- 탕웨이
- 리아오판

### 조연
- 쑤옌
- 방백예